# Psilocerea transversa
Psilocerea transversa là một loài bướm đêm trong họ Geometridae.